# 全國上映
全國上映（wide release）為美國電影業界中的一個專有名詞，在美國電影產業，全國上映的電影指的是在全國範圍內播放的電影。這與一部只有在幾家電影院（通常是在紐約和洛杉磯）首映的電影，或者是只有在國內大城市中幾家選定的電影院有限上映的電影，形成鮮明對比。具體而言,一部電影在美國和加拿大必須有至少600家電影院放映，才會被認為是全國上映的電影。 
在美國，擁有NC-17評級的電影幾乎從未是全國上映的電影。《豔舞女郎》(1995年) 是唯一一部NC-17評級的全國上映電影。
1975年的電影《突破》是第一部在首映周就全國上映的大型製片廠電影，哥倫比亞影業讓這部電影在全國1300個影廳上映並結合了全國的廣告活動來配合這次首映。